# Cordillera de Carpish
Die Cordillera de Carpish bildet einen etwa 65 km langen Abschnitt der peruanischen Zentralkordillere in der Region Huánuco in Zentral-Peru.

## Lage
Die Cordillera de Carpish erstreckt sich über das Bergland nördlich der Regionshauptstadt Huánuco. Sie umfasst Teile der Provinzen Huánuco, Dos de Mayo, Huamalíes und Leoncio Prado. Der Río Huallaga begrenzt das Gebiet im Südosten und im Osten, die Flüsse Río Higueras und Río Mito im Südwesten, der Río Marañón im Westen sowie der Río Monzón im Norden. Der nach Nordnordwesten gerichtete Hauptkamm verläuft im Westen des Gebirges und erreicht im Cerro Huamalla Punta eine Höhe von 4811 m. Nach Westen fällt das Gebirge über eine Strecke von 15 km zum Flusstal des oberen Río Marañón ab. Die Ostflanke des Gebirges hat eine Ausdehnung von bis zu 50 km. Die Flüsse Río Chinchao, Río Jarahuasi und Río Patay Rondos entwässern den zentralen Teil des Gebirges nach Osten. Die Nationalstraße 18A (Huánuco–Tingo María) durchquert den Südosten des Areals.

## Ökologie
Die Cordillera de Carpish ist hauptsächlich mit Regenwald bedeckt und weist eine hohe Biodiversität auf. Sie bildet den Lebensraum vieler endemischer Tierarten, insbesondere Vögel und Amphibien. Im Jahr 2020 wurde das 50.559 ha große Schutzgebiet Área de Conservación Regional Bosque Montano de Carpish („Bergwald von Carpish“) eingerichtet, welches sich über Teile der Distrikte Monzón (Provinz Huamalíes), Mariano Damaso Beraún (Provinz Leoncio Prado), Chinchao (Provinz Huánuco) und Marías (Provinz Dos de Mayo) erstreckt. Es gibt mindestens 14 Tier- und Pflanzenarten, die als Namenszusatz carpish oder eine Abwandlung davon führen.